# Лінія 12 CPTM
Лінія 12 — сапфірова — лінія CPTM, системи приміських поїздів Великого Сан-Паулу, що пролягає між станціями Браз і Калмон-Віанна. До березня 2008 року називалася Лінією F — фіолетова.
| Бразилія | Це незавершена стаття з географії Бразилії. Ви можете допомогти проєкту, виправивши або дописавши її. |